# Hanoverton (Ohio)
Hanoverton es una villa ubicada en el condado de Columbiana en el estado estadounidense de Ohio. En el Censo de 2010 tenía una población de 408 habitantes y una densidad poblacional de 226,66 personas por km².

## Geografía
Hanoverton se encuentra ubicada en las coordenadas 40°45′17″N 80°56′8″O / 40.75472, -80.93556. Según la Oficina del Censo de los Estados Unidos, Hanoverton tiene una superficie total de 1.8 km², de la cual 1.8 km² corresponden a tierra firme y (0%) 0 km² es agua.

## Demografía
Según el censo de 2010, había 408 personas residiendo en Hanoverton. La densidad de población era de 226,66 hab./km². De los 408 habitantes, Hanoverton estaba compuesto por el 100% blancos, el 0% eran afroamericanos, el 0% eran amerindios, el 0% eran asiáticos, el 0% eran isleños del Pacífico, el 0% eran de otras razas y el 0% pertenecían a dos o más razas. Del total de la población el 0% eran hispanos o latinos de cualquier raza.